# 小行星9069
小行星9069（英語：9069 Hovland）是一颗围绕太阳公转的小行星。1993年7月16日，埃莉諾·赫琳在帕洛马山发现了此天体。
这颗小行星的绝对星等为171.06801198719等。